# I liga argentyńska w piłce nożnej (1995/1996)
Począwszy od tego sezonu w lidze argentyńskiej za zwycięstwo należały się 3 punkty.
Mistrzem Argentyny turnieju Apertura w sezonie 1995/1996 został klub Vélez Sarsfield Buenos Aires, natomiast wicemistrzem Argentyny turnieju Apertura został klub Racing Club de Avellaneda
Mistrzem Argentyny turnieju Clausura w sezonie 1995/1996 został klub Vélez Sarsfield Buenos Aires, natomiast wicemistrzem Argentyny turnieju Clausura został klub Gimnasia y Esgrima La Plata.
Do Copa Libertadores w roku 1997 zakwalifikowały się następujące kluby:
- River Plate (obrońca tytułu)
- Vélez Sarsfield Buenos Aires (mistrz Argentyny Apertura i Clausura)
- Racing Club de Avellaneda (zwycięzca barażu wicemistrzów Argentyny)

Do Copa CONMEBOL w roku 1996 zakwalifikowały się z Argentyny trzy kluby:
- CA Lanús
- Rosario Central (obrońca tytułu)
- River Plate

Tabela spadkowa zadecydowała o tym, które kluby spadną do drugiej ligi (Primera B Nacional Argentina). Spadły kluby, które w tabeli spadkowej zajęły dwa ostatnie miejsca – Belgrano Córdoba i Argentinos Juniors Buenos Aires. Na ich miejsce awansowały dwie najlepsze drużyny z drugiej ligi – Huracán Corrientes i Unión Santa Fe.

## Torneo Apertura 1995/1996

### Apertura 1
| Data                 | Mecz |
| -------------------- | --- |
| 4 sierpnia 1995      | Racing Club de Avellaneda – Argentinos Juniors Buenos Aires 2:0 Silvio René Carrario 8, 88 mecz rozegrany na boisku Ferro Carril Oeste             |
| 5 sierpnia 1995      | Rosario Central – Belgrano Córdoba 0:0 |
| 6 sierpnia 1995      | CA Huracán – Newell's Old Boys Rosario 2:2 Norberto Antonio Fernández 4, Mario Daniel Conti 39 – Gustavo Daniel Raggio 44, Marcelo Escudero 58     |
| 6 sierpnia 1995      | Deportivo Español – Gimnasia y Esgrima La Plata 1:1 Hugo Norberto Castillo 7 – Favio Damián Fernández 63 mecz rozegrany na stadionie klubu Atlanta |
| 6 sierpnia 1995      | CA Banfield – Vélez Sarsfield Buenos Aires 0:1 Roberto Luis Trotta 69k                                                                             |
| 6 sierpnia 1995      | Ferro Carril Oeste – CA Independiente 1:1 Doctor Khumalo 33 – Javier Gustavo Mazzoni 48                                                            |
| 6 sierpnia 1995      | River Plate – San Lorenzo de Almagro 2:1 Gabriel Cedrés 55, Ariel Ortega 77 – Óscar Alfredo Ruggeri 84                                             |
| 7 sierpnia 1995      | CA Platense – CA Lanús 0:1 Omar Simionato 80k |
| 23 sierpnia 1995     | Estudiantes La Plata – CA Colón 0:0 |
| 18 października 1995 | Gimnasia y Esgrima Jujuy – Boca Juniors 1:2 Carlos Javier Mac Allister 52s – Darío Óscar Scotto 42, Raúl Alejandro Peralta 65                      |

### Apertura 2
| Data             | Mecz |
| ---------------- | --- |
| 11 sierpnia 1995 | CA Independiente – CA Banfield 1:1 Javier Gustavo Mazzoni 90 – Juan Ramón Jara 74s                            |
| 12 sierpnia 1995 | Belgrano Córdoba – River Plate 0:2 Hernán Crespo 63, 72 mecz rozegrany został na stadionie Estadio Córdoba    |
| 13 sierpnia 1995 | Newell's Old Boys Rosario – CA Platense 1:1 Daniel Alberto Loyola 65s – Mariano Dalla Líbera 14k              |
| 13 sierpnia 1995 | Boca Juniors – CA Huracán 2:1 Sergio Daniel Martínez 27, Darío Óscar Scotto 89 – Hugo Romeo Guerra 77         |
| 13 sierpnia 1995 | San Lorenzo de Almagro – Racing Club de Avellaneda 1:0 Norberto Ortega Sánchez 87                             |
| 13 sierpnia 1995 | Vélez Sarsfield Buenos Aires – Rosario Central 1:0 Patricio Alejandro Camps 20                                |
| 13 sierpnia 1995 | Gimnasia y Esgrima La Plata – Gimnasia y Esgrima Jujuy 1:1 Sergio Daniel Dopazo 70k – José Antonio Barella 65 |
| 13 sierpnia 1995 | Argentinos Juniors Buenos Aires – Estudiantes La Plata 0:0 mecz rozegrany został na stadionie klubu Atlanta   |
| 14 sierpnia 1995 | CA Lanús – Ferro Carril Oeste 1:1 Ariel Maximiliano López 74 – Facundo Sava 49                                |
| 30 sierpnia 1995 | CA Colón – Deportivo Español 0:0                                                                              |

### Apertura 3
| Data             | Mecz |
| ---------------- | --- |
| 18 sierpnia 1995 | CA Platense – Boca Juniors 0:1 Alphonse Tchami 70 mecz rozegrany został na stadionie klubu Vélez Sarsfield                        |
| 19 sierpnia 1995 | Rosario Central – CA Banfield 1:1 Raúl Eduardo Gordillo 36 – Juan José Rossi 67k                                                  |
| 20 sierpnia 1995 | CA Huracán – Gimnasia y Esgrima La Plata 1:1 Omar Alberto Gauna 7 – Pablo Javier Morant 89                                        |
| 20 sierpnia 1995 | Gimnasia y Esgrima Jujuy – CA Colón 1:0 Ariel Cuffaro Russo 8                                                                     |
| 20 sierpnia 1995 | Racing Club de Avellaneda – Belgrano Córdoba 1:0 Silvio René Carrario 57 mecz rozegrany został na stadionie klubu Vélez Sarsfield |
| 20 sierpnia 1995 | Ferro Carril Oeste – Newell's Old Boys Rosario 1:2 Sergio Germán Sánchez 63 – Iván César Gabrich 58, Germán Marcelo Cáceres 76    |
| 20 sierpnia 1995 | CA Lanús – CA Independiente 2:1 Fernando Clemente Di Carlo 9, Ariel Maximiliano López 77 – Javier Gustavo Mazzoni 15              |
| 20 sierpnia 1995 | River Plate – Vélez Sarsfield Buenos Aires 1:1 Celso Ayala 3 – Omar Asad 44                                                       |
| 21 sierpnia 1995 | Deportivo Español – Argentinos Juniors Buenos Aires 0:0 mecz rozegrany został na stadionie klubu Ferro Carril Oeste               |
| 30 sierpnia 1995 | Estudiantes La Plata – San Lorenzo de Almagro 1:1 José Luis Calderón 11 – Ricardo Rojas 7s                                        |

### Apertura 4
| Data             | Mecz |
| ---------------- | --- |
| 25 sierpnia 1995 | CA Independiente – Rosario Central 1:1 Javier Gustavo Mazzoni 63 – Eduardo Germán Coudet 84 |
| 26 sierpnia 1995 | CA Colón – CA Huracán 3:0 Pedro Damián Uliambre 55, Marcelo Saralegui 59, Claudio Omar García 90 |
| 27 sierpnia 1995 | Boca Juniors – Ferro Carril Oeste 2:2 Alphonse Tchami 44, Nelson Vivas 68 – Sergio Aníbal Mandrini 18, Miguel Ángel Vargas 82                                                                           |
| 27 sierpnia 1995 | Gimnasia y Esgrima La Plata – CA Platense 0:1 Cristián Enrique Ruffini 71 |
| 27 sierpnia 1995 | San Lorenzo de Almagro – Deportivo Español 1:0 Óscar Alfredo Ruggeri 85 |
| 27 sierpnia 1995 | Belgrano Córdoba – Estudiantes La Plata 1:1 Juan Gustavo Spallina 53 – José Luis Calderón 82 mecz rozegrany został na stadionie klubu Instituto                                                         |
| 27 sierpnia 1995 | Vélez Sarsfield Buenos Aires – Racing Club de Avellaneda 3:2 Roberto Luis Trotta 3, Omar Asad 23, Roberto Luis Trotta 67k – Rubén Óscar Capria 16, Juan Ramón Fleita 73                                 |
| 27 sierpnia 1995 | CA Banfield – River Plate 1:2 Claudio Fernando Graf 43 – Marcelo Gallardo 46, Ariel Ortega 58 |
| 27 sierpnia 1995 | Newell's Old Boys Rosario – CA Lanús 0:1 Omar Simionato 50 |
| 28 sierpnia 1995 | Argentinos Juniors Buenos Aires – Gimnasia y Esgrima Jujuy 4:0 Eduardo Bennett 11, Víctor Hugo Ferreyra 67, Leonel Fernando Gancedo 76, 78k mecz rozegrany został na stadionie klubu Ferro Carril Oeste |

### Apertura 5
| Data            | Mecz |
| --------------- | --- |
| 1 września 1995 | River Plate – Rosario Central 0:0 |
| 2 września 1995 | Estudiantes La Plata – Vélez Sarsfield Buenos Aires 0:1 Flavio Gabriel Zandoná 84 |
| 3 września 1995 | CA Lanús – Boca Juniors 1:1 Fernando Gamboa 68s – Néstor Fabbri 59 mecz rozegrany został na stadionie klubu Independiente                                                                                              |
| 3 września 1995 | Ferro Carril Oeste – Gimnasia y Esgrima La Plata 0:1 Pablo Javier Morant 88 |
| 3 września 1995 | CA Huracán – Argentinos Juniors Buenos Aires 0:1 Mas 13 |
| 3 września 1995 | Gimnasia y Esgrima Jujuy – San Lorenzo de Almagro 4:3 Marcelo Andrés Trimarchi 15k, Rubén Darío Piaggio 43, Marcelo Andrés Trimarchi 70, Rubén Darío Piaggio 83 – Claudio Darío Biaggio 3, Carlos Javier Netto 29, 88k |
| 3 września 1995 | Deportivo Español – Belgrano Córdoba 0:0 mecz rozegrany został na stadionie klubu Nueva Chicago |
| 3 września 1995 | Racing Club de Avellaneda – CA Banfield 1:0 Pablo Ariel Paz 58s mecz rozegrany został na stadionie klubu Vélez Sarsfield                                                                                               |
| 4 września 1995 | CA Platense – CA Colón 1:0 Hernán Martín Maisterra 87 |
| 14 grudnia 1995 | Newell's Old Boys Rosario – CA Independiente1:0 Daniel Fernando Fagiani 26 mecz rozegrany został na stadionie klubu Rosario Central                                                                                    |

### Apertura 6
| Data             | Mecz |
| ---------------- | --- |
| 8 września 1995  | Vélez Sarsfield Buenos Aires – Deportivo Español 2:3 Marcelo Hugo Herrera 85, Roberto Luis Trotta 89 – Hugo Norberto Castillo 38, Arsenio Benítez 74, Hugo Norberto Castillo 80                                                       |
| 9 września 1995  | Rosario Central – Racing Club de Avellaneda 1:3 Rubén Fernando Da Silva 43 – Claudio López 44, Roberto Fabián Pompei 64, Marcelo Delgado 87                                                                                           |
| 10 września 1995 | Boca Juniors – Newell's Old Boys Rosario 1:1 Claudio Caniggia 24 – Iván César Gabrich 79 |
| 10 września 1995 | Belgrano Córdoba – Gimnasia y Esgrima Jujuy 0:3 Ariel Cuffaro Russo 68, Adrián Alberto Gorostidi 80, 88 mecz rozegrany został na stadionie klubu Instituto                                                                            |
| 10 września 1995 | CA Independiente – River Plate 0:0 |
| 10 września 1995 | Argentinos Juniors Buenos Aires – CA Platense 2:3 Leonel Fernando Gancedo 27k, Fernando Ariel Batista 64 – Esteban Óscar Fuertes 53, Pablo Carlos Erbín 56, Sebastián Diego Pena 89s mecz rozegrany został na stadionie klubu Atlanta |
| 10 września 1995 | CA Banfield – Estudiantes La Plata 1:0 Julio Ricardo Cruz 86 |
| 10 września 1995 | Gimnasia y Esgrima La Plata – CA Lanús 1:0 Favio Damián Fernández 83 |
| 10 września 1995 | San Lorenzo de Almagro – CA Huracán 5:0 Claudio Darío Biaggio 1, Esteban Fernando González 5, 27, Silas 75, Roberto Monserrat 89 |
| 11 września 1995 | CA Colón – Ferro Carril Oeste 0:2 Carlos Alejandro Duré 44, 60 |

### Apertura 7
| Data             | Mecz |
| ---------------- | --- |
| 22 września 1995 | CA Platense – San Lorenzo de Almagro 2:3 Mariano Dalla Líbera 32, Daniel Gustavo Cangialosi 88 – Carlos Javier Netto 18, Claudio Darío Biaggio 55, Esteban Fernando González 75                  |
| 23 września 1995 | Gimnasia y Esgrima Jujuy – Vélez Sarsfield Buenos Aires 1:0 Mario Humberto Lobo 84 |
| 24 września 1995 | Boca Juniors – CA Independiente 0:0 |
| 24 września 1995 | CA Huracán – Belgrano Córdoba 2:1 Pedro D. Barrios Delgado 35k, Hugo Romeo Guerra 64 – Sebastián Cattáneo 38                                                                                     |
| 24 września 1995 | CA Lanús – CA Colón 1:1 Hugo Morales 80 – Julio César Toresani 79 |
| 24 września 1995 | Newell's Old Boys Rosario – Gimnasia y Esgrima La Plata 1:1 Alfredo Jesús Berti 7k – Sergio Daniel Dopazo 17k                                                                                    |
| 24 września 1995 | Racing Club de Avellaneda – River Plate 1:1 Marcelo Delgado 25 – Matías Almeyda 55 mecz rozegrany został na stadionie klubu Independiente                                                        |
| 24 września 1995 | Estudiantes La Plata – Rosario Central 1:2 José Luis Calderón 35 – Pablo Andrés Sánchez 48, Gustavo Germán Falaschi 52                                                                           |
| 24 września 1995 | Ferro Carril Oeste – Argentinos Juniors Buenos Aires 0:0 |
| 25 września 1995 | Deportivo Español – CA Banfield 2:2 Wilson Núñez De la Rosa 62, Nelson Omar Agoglia 79 – Juan José Rossi 30, Hernán Carlos Meske 90s mecz rozegrany został na stadionie klubu Ferro Carril Oeste |

### Apertura 8
| Data                | Mecz |
| ------------------- | --- |
| 29 września 1995    | San Lorenzo de Almagro – Ferro Carril Oeste 1:1 Carlos Javier Netto 16k – Néstor Lorenzo 62                                                                                 |
| 30 września 1995    | Vélez Sarsfield Buenos Aires – CA Huracán 1:2 Roberto Luis Trotta 19k – Pedro D. Barrios Delgado 85k, Claudio Javier Marini 89                                              |
| 1 października 1995 | Rosario Central – Deportivo Español 2:1 Mario Gabriel Pobersnik 46, Fernando David Verón 50s – Hugo Norberto Castillo 15k                                                   |
| 1 października 1995 | CA Independiente – Racing Club de Avellaneda 2:2 Diego Cagna 15, Jorge Burruchaga 42 – Claudio López 49, Marcelo Delgado 90                                                 |
| 1 października 1995 | River Plate – Estudiantes La Plata 2:2 Gabriel Omar Amato 57, Walter Gustavo Silvani 74 – Javier Sabino Ferreira 62, José Luis Calderón 66                                  |
| 1 października 1995 | CA Colón – Newell's Old Boys Rosario 1:1 Mauricio Aníbal Risso 75 – Marcelo Escudero 41                                                                                     |
| 1 października 1995 | Belgrano Córdoba – CA Platense 0:0 mecz rozegrany został na stadionie klubu Instituto                                                                                       |
| 1 października 1995 | Argentinos Juniors Buenos Aires – CA Lanús 0:3 Daniel Fernando Peinado 44, Ariel Ibagaza 59, Fernando Clemente Di Carlo 78 mecz rozegrany został na stadionie klubu Atlanta |
| 2 października 1995 | CA Banfield – Gimnasia y Esgrima Jujuy 2:2 Claudio Fernando Graf 15, Guido Virgilio Alvarenga 52k – Adrián Alberto Gorostidi 18, Rolando F. González 65                     |
| 11 listopada 1995   | Gimnasia y Esgrima La Plata – Boca Juniors 0:1 Darío Óscar Scotto 37 mecz rozegrany został na stadionie klubu Vélez Sarsfield                                               |

### Apertura 9
| Data                 | Mecz |
| -------------------- | --- |
| 6 października 1995  | Ferro Carril Oeste – Belgrano Córdoba 4:2 Sergio Germán Sánchez 12, Carlos Alejandro Duré 13, Facundo Sava 36, Carlos Alejandro Duré 42k – Juan Gustavo Spallina 21k, Daniel Gustavo Mercado 89            |
| 6 października 1995  | Deportivo Español – River Plate 0:1 Enzo Francescoli 18 mecz rozegrany został na stadionie klubu Vélez Sarsfield                                                                                           |
| 7 października 1995  | Boca Juniors – CA Colón 1:0 Darío Óscar Scotto 89 |
| 7 października 1995  | CA Platense – Vélez Sarsfield Buenos Aires 1:2 Adrián Norberto Coria 77 – Omar Asad 10, José Óscar Flores 44                                                                                               |
| 8 października 1995  | Gimnasia y Esgrima Jujuy – Rosario Central 4:2 Rubén Darío Piaggio 23, Marcelo Andrés Trimarchi 39, José Antonio Barrella 48, Marcelo Andrés Trimarchi 65 – Pablo Andrés Sánchez 81, Horacio Carbonari 89  |
| 8 października 1995  | Newell's Old Boys Rosario – Argentinos Juniors Buenos Aires 3:2 Rodolfo Gustavo Aquino 29, 67, 74 – Eduardo Bennett 22, 86                                                                                 |
| 8 października 1995  | CA Lanús – San Lorenzo de Almagro 1:3 Hugo Morales 59 – Javier Alejandro Arbarello 44, Claudio Alejandro Rivadero 45, Javier Alejandro Arbarello 78                                                        |
| 8 października 1995  | CA Independiente – Gimnasia y Esgrima La Plata 0:0 |
| 9 października 1995  | CA Huracán – CA Banfield 2:0 Hugo Romeo Guerra 11, Héctor Pineda 88 |
| 10 października 1995 | Estudiantes La Plata – Racing Club de Avellaneda 2:3 José Luis Calderón 26, 89k – Rubén Óscar Capria 48k, Claudio López 55, Rubén Óscar Capria 64 mecz rozegrany został na stadionie klubu Vélez Sarsfield |

### Apertura 10
| Data                 | Mecz |
| -------------------- | --- |
| 13 października 1995 | San Lorenzo de Almagro – Newell's Old Boys Rosario 5:2 Claudio Darío Biaggio 2, 17, Esteban Fernando González 35, Claudio Darío Biaggio 62, Norberto Ortega Sánchez 88 – Marcelo Escudero 22s, Iván César Gabrich 76 |
| 14 października 1995 | Estudiantes La Plata – CA Independiente 1:2 Claudio David Arzeno 66s – Claudio David Arzeno 14, Juan Carlos Ramírez 31                                                                                               |
| 15 października 1995 | Argentinos Juniors Buenos Aires – Boca Juniors 0:1 Diego Maradona 70 mecz rozegrany został na stadionie klubu Vélez Sarsfield                                                                                        |
| 15 października 1995 | River Plate – Gimnasia y Esgrima Jujuy 1:0 Enzo Francescoli 86k |
| 15 października 1995 | Belgrano Córdoba – CA Lanús 1:1 Sebastián Cattáneo 32 – César Daniel Loza 44 mecz rozegrany został na stadionie klubu Instituto                                                                                      |
| 15 października 1995 | Racing Club de Avellaneda – Deportivo Español 0:1 Sergio Raúl Castillo 71 mecz rozegrany został na stadionie klubu Huracán                                                                                           |
| 15 października 1995 | CA Colón – Gimnasia y Esgrima La Plata 4:1 Marcelo Saralegui 45, Antonio Vidal González 64, Marcelo Saralegui 89, Víctor Javier Müller 90 – Guillermo Sanguinetti 87                                                 |
| 16 października 1995 | CA Banfield – CA Platense 0:1 Esteban Óscar Fuertes 9 |
| 16 października 1995 | Rosario Central – CA Huracán 0:0 |
| 16 października 1995 | Vélez Sarsfield Buenos Aires – Ferro Carril Oeste 1:0 Omar Asad 17 |

### Apertura 11
| Data                 | Mecz |
| -------------------- | --- |
| 20 października 1995 | CA Independiente – CA Colón 1:2 Claudio David Arzeno 12 – Marcelo Saralegui 35k, 69k                                                                  |
| 21 października 1995 | Gimnasia y Esgrima Jujuy – Racing Club de Avellaneda 1:2 Rubén Darío Piaggio 61 – Claudio López 24, Roberto Fabián Pompei 34                          |
| 22 października 1995 | Boca Juniors – San Lorenzo de Almagro 0:0 |
| 22 października 1995 | Gimnasia y Esgrima La Plata – Argentinos Juniors Buenos Aires 2:1 Carlos Federico Lagorio 44, Favio Damián Fernández 52 – Eduardo Bennett 23          |
| 22 października 1995 | CA Platense – Rosario Central 1:1 Esteban Óscar Fuertes 29 – Raúl Eduardo Gordillo 56                                                                 |
| 22 października 1995 | CA Lanús – Vélez Sarsfield Buenos Aires 0:0 |
| 22 października 1995 | Newell's Old Boys Rosario – Belgrano Córdoba 2:1 Iván César Gabrich 60, Alfredo Mendoza 61 – Danilo Javier Tosello 25                                 |
| 22 października 1995 | CA Huracán – River Plate 2:0 Claudio Javier Marini 11, Pedro D. Barrios Delgado 19k                                                                   |
| 22 października 1995 | Ferro Carril Oeste – CA Banfield 3:3 Claudio M. Vidal 29, 63, Sergio Aníbal Mandrini 74 – Guido Virgilio Alvarenga 38k, Fabián Leonardo Alegre 43, 72 |
| 23 października 1995 | Deportivo Español – Estudiantes La Plata 1:0 Nelson Omar Agoglia 82 mecz rozegrany został na stadionie klubu Ferro Carril Oeste                       |

### Apertura 12
| Data                 | Mecz |
| -------------------- | --- |
| 27 października 1995 | San Lorenzo de Almagro – Gimnasia y Esgrima La Plata 0:2 Guillermo Barros Schelotto 7, Mario Osvaldo Saccone 88                                               |
| 28 października 1995 | Belgrano Córdoba – Boca Juniors 0:1 Sergio Daniel Martínez 32 mecz rozegrany został na stadionie Estadio Córdoba                                              |
| 29 października 1995 | Estudiantes La Plata – Gimnasia y Esgrima Jujuy 4:1 José Luis Calderón 22k, Martín Palermo 44, 53, José Luis Calderón 75 – Marcelo Andrés Trimarchi 88        |
| 29 października 1995 | Racing Club de Avellaneda – CA Huracán 1:1 Roberto Fabián Pompei 7 – Antonio Daniel Barijho 48                                                                |
| 29 października 1995 | River Plate – CA Platense 1:1 Gabriel Omar Amato 7 – Esteban Óscar Fuertes 46                                                                                 |
| 29 października 1995 | CA Banfield – CA Lanús 0:2 Ariel Maximiliano López 58, 88 |
| 29 października 1995 | Deportivo Español – CA Independiente 0:1 Carlos Casartelli 46 mecz rozegrany został na stadionie klubu Ferro Carril Oeste                                     |
| 29 października 1995 | Rosario Central – Ferro Carril Oeste 2:0 Diego Gastón Ordóñez 11, Horacio Carbonari 66                                                                        |
| 29 października 1995 | Vélez Sarsfield Buenos Aires – Newell's Old Boys Rosario 3:1 Martín Posse 4, Guillermo Carlos Morigi 9, Marcelo Hugo Herrera 14 – I.C. Iván César Gabrich 88k |
| 30 października 1995 | Argentinos Juniors Buenos Aires – CA Colón 2:0 Eduardo Bennett 55, Óscar Román Acosta 79 mecz rozegrany został na stadionie klubu Atlanta                     |

### Apertura 13
| Data             | Mecz |
| ---------------- | --- |
| 3 listopada 1995 | CA Platense – Racing Club de Avellaneda 0:0                                                                                 |
| 4 listopada 1995 | CA Colón – San Lorenzo de Almagro 0:2 Carlos Javier Netto 50, Javier Alejandro Arbarello 70                                 |
| 5 listopada 1995 | Boca Juniors – Vélez Sarsfield Buenos Aires 1:0 Darío Óscar Scotto 36                                                       |
| 5 listopada 1995 | CA Huracán – Estudiantes La Plata 2:2 Héctor Pineda 52, Hugo Romeo Guerra 58 – José Luis Calderón 35k, Martín Palermo 38    |
| 5 listopada 1995 | Gimnasia y Esgrima La Plata – Belgrano Córdoba 0:3 Sebastián Brusco 6, Luis Fabián Artime 18, Sebastián Brusco 76k          |
| 5 listopada 1995 | Gimnasia y Esgrima Jujuy – Deportivo Español 2:1 Mario Humberto Lobo 5, Rubén Darío Piaggio 31 – Sebastián Carlos Galván 13 |
| 5 listopada 1995 | Newell's Old Boys Rosario – CA Banfield 1:1 Gustavo Daniel Raggio 63 – Fabián Leonardo Alegre 38k                           |
| 5 listopada 1995 | CA Independiente – Argentinos Juniors Buenos Aires 2:0 Gustavo López 28k, Carlos Bustos 51                                  |
| 5 listopada 1995 | Ferro Carril Oeste – River Plate 1:2 Víctor Manuel López 62 – Juan Andrés Gómez 48, Gabriel Omar Amato 89                   |
| 6 listopada 1995 | CA Lanús – Rosario Central 3:0 Daniel Óscar Cravero 5, Ariel Maximiliano López 81, Omar Simionato 86                        |

### Apertura 14
| Data              | Mecz |
| ----------------- | --- |
| 10 listopada 1995 | Racing Club de Avellaneda – Ferro Carril Oeste 1:1 Rubén Óscar Capria 59k – Carlos Alejandro Duré 39k                                       |
| 11 listopada 1995 | Gimnasia y Esgrima Jujuy – CA Independiente 1:0 Adrián Alberto Gorostidi 69                                                                 |
| 12 listopada 1995 | CA Banfield – Boca Juniors 0:2 Darío Óscar Scotto 25, Claudio Caniggia 73 mecz rozegranu został na stadionie klubu Independiente            |
| 12 listopada 1995 | River Plate – CA Lanús 0:1 Ariel Ibagaza 68                                                                                                 |
| 12 listopada 1995 | San Lorenzo de Almagro – Argentinos Juniors Buenos Aires 0:2 Víctor Hugo Ferreyra 38, Cristián Gastón Zermattén 44k                         |
| 12 listopada 1995 | Rosario Central – Newell's Old Boys Rosario 2:0 Horacio Carbonari 27, Omar Arnaldo Palma 63                                                 |
| 12 listopada 1995 | Belgrano Córdoba – CA Colón 0:0 mecz rozegranu został na stadionie Estadio Córdoba                                                          |
| 12 listopada 1995 | Deportivo Español – CA Huracán 0:4 Hugo Romeo Guerra 63, Claudio Javier Marini 67, Hugo Romeo Guerra 79, Walter Luis Pelletti 84            |
| 12 listopada 1995 | Vélez Sarsfield Buenos Aires – Gimnasia y Esgrima La Plata 2:0 Roberto Luis Trotta 2k, José Óscar Flores 50                                 |
| 13 listopada 1995 | Estudiantes La Plata – CA Platense 2:2 1:0 Martín Palermo 12, José Luis Calderón 40k – Esteban Óscar Fuertes 14, Ángel Alejandro Morales 59 |

### Apertura 15
| Data              | Mecz |
| ----------------- | --- |
| 17 listopada 1995 | Boca Juniors – Rosario Central 0:0 |
| 18 listopada 1995 | Newell's Old Boys Rosario – River Plate 3:1 Gustavo Daniel Raggio 42, Julio César Baldivieso 44, Velko Iotov 55 – Gabriel Omar Amato 38 mecz rozegrany został na stadionie klubu Rosario Central |
| 18 listopada 1995 | Gimnasia y Esgrima La Plata – CA Banfield 2:1 Carlos Federico Lagorio 34, Andrés Roberto Yllana 39 – Guido Virgilio Alvarenga 8                                                                  |
| 19 listopada 1995 | CA Independiente – San Lorenzo de Almagro 0:0 |
| 19 listopada 1995 | CA Lanús – Racing Club de Avellaneda 0:3 Marcelo Delgado 38, Rubén Óscar Capria 54, Claudio López 57                                                                                             |
| 19 listopada 1995 | CA Colón – Vélez Sarsfield Buenos Aires 1:2 Miguel Ángel Gambier 43 – Hugo Ibarra 16s, Fernando Daniel Pandolfi 46                                                                               |
| 19 listopada 1995 | Argentinos Juniors Buenos Aires – Belgrano Córdoba 1:2 Eduardo Bennett 65 – Danilo Javier Tosello 37, Luis Fabián Artime 65 mecz rozegrany został na stadionie klubu Atlanta                     |
| 19 listopada 1995 | Ferro Carril Oeste – Estudiantes La Plata 1:4 Claudio M. Vidal 84 – Juan Sebastián Verón 14, Alejandro David Peralta 36s, Martín Palermo 38, Silvano Sergio Maciel 71                            |
| 19 listopada 1995 | CA Huracán – Gimnasia y Esgrima Jujuy 2:1 Pedro D. Barrios Delgado 45k, Rodolfo Gustavo Flores 90 – Adrián Alberto Gorostidi 71                                                                  |
| 20 listopada 1995 | CA Platense – Deportivo Español 1:1 Pablo Carlos Erbín 81 – Arístides Pertot 45 |

### Apertura 16
| Data              | Mecz |
| ----------------- | --- |
| 24 listopada 1995 | Vélez Sarsfield Buenos Aires – Argentinos Juniors Buenos Aires 2:0 Christian Bassedas 34, Mauricio Pellegrino 59 |
| 25 listopada 1995 | Belgrano Córdoba – San Lorenzo de Almagro 1:2 Marcelo Alejandro Flores 30 – Esteban Fernando González 44, Carlos Javier Netto 82k mecz rozegrany został na stadionie Estadio Córdoba                                                      |
| 26 listopada 1995 | River Plate – Boca Juniors 0:0 |
| 26 listopada 1995 | Racing Club de Avellaneda – Newell's Old Boys Rosario 4:1 Jorge Federico Reinoso 17, Claudio López 26, Rubén Óscar Capria 37k, Marcelo Delgado 62 – Gustavo Daniel Raggio 28                                                              |
| 26 listopada 1995 | CA Huracán – CA Independiente 1:0 Hugo Romeo Guerra 84 |
| 26 listopada 1995 | Estudiantes La Plata – CA Lanús 2:1 Juan Sebastián Verón 38, José Luis Calderón 52k – Omar Simionato 34k |
| 26 listopada 1995 | CA Banfield – CA Colón 1:1 Alejandro Rubén Glaría 81 – Héctor Rodríguez Peña 82 |
| 26 listopada 1995 | Rosario Central – Gimnasia y Esgrima La Plata 2:0 Horacio Carbonari 14, Rubén Fernando Da Silva 74 |
| 26 listopada 1995 | Gimnasia y Esgrima Jujuy – CA Platense 4:3 Marcelo Andrés Trimarchi 35, José Batista 55k, Adrián Alberto Gorostidi 70, Marcelo Andrés Trimarchi 77k – Ángel Alejandro Morales 27, Marcelo Fabián Romagnoli 79, Ángel Alejandro Morales 81 |
| 27 listopada 1995 | Deportivo Español – Ferro Carril Oeste 0:1 Néstor Lorenzo 57 mecz rozegrany został na stadionie klubu Atlanta |

### Apertura 17
| Data           | Mecz |
| -------------- | --- |
| 1 grudnia 1995 | CA Independiente – Belgrano Córdoba 1:0 Jorge Daniel Martínez 60 |
| 2 grudnia 1995 | Gimnasia y Esgrima La Plata – River Plate 1:1 Guillermo Sanguinetti 22 – Guillermo Daniel Rivarola 14k |
| 3 grudnia 1995 | Boca Juniors – Racing Club de Avellaneda 4:6 Carlos Javier Mac Allister 30, Diego Maradona 44k, Sergio Daniel Martínez 78, Darío Óscar Scotto 88 – Rubén Óscar Capria 4, Marcelo Delgado 11, Claudio López 12, Rubén Óscar Capria 47, 60, Claudio López 86 |
| 3 grudnia 1995 | CA Colón – Rosario Central 2:0 Marcelo Saralegui 23, Víctor Javier Müller 75 |
| 3 grudnia 1995 | San Lorenzo de Almagro – Vélez Sarsfield Buenos Aires 0:2 Fernando Daniel Pandolfi 24, Martín Posse 87 |
| 3 grudnia 1995 | CA Lanús – Deportivo Español 3:2 Hugo Morales 30, Ariel Maximiliano López 81, Walter Gastón Coyette 87 – Carlos Javier Odriozola 67, 89 k |
| 3 grudnia 1995 | Ferro Carril Oeste – Gimnasia y Esgrima Jujuy 1:1 Marcos Guillermo Samso 75k – José Antonio Barrella 26 |
| 3 grudnia 1995 | CA Platense – CA Huracán 1:2 Mariano Dalla Líbera 39k – Walter Luis Pelletti 9, Claudio Javier Marini 72 |
| 3 grudnia 1995 | Newell's Old Boys Rosario – Estudiantes La Plata 1:2 Gustavo Daniel Raggio 28 k – Martín Palermo 23, Martín Esteban Mazzucco 63 mecz rozegrano na stadionie klubu Rosario Central                                                                          |
| 4 grudnia 1995 | Argentinos Juniors Buenos Aires – CA Banfield 0:1 Julio Ricardo Cruz 41 mecz rozegrano na stadionie klubu Atlanta |

### Apertura 18
| Data            | Mecz |
| --------------- | --- |
| 8 grudnia 1995  | River Plate – CA Colón 3:2 Gabriel Omar Amato 22, Marcelo Gallardo 36k, 66 – Miguel Ángel Gambier 74, Mauricio Aníbal Risso 88                                                                                            |
| 9 grudnia 1995  | Estudiantes La Plata – Boca Juniors 2:1 Edgardo Fabián Prátola 44, Silvano Sergio Maciel 88 – Néstor Fabbri 33 mecz rozegrany został na stadionie klubu Independiente                                                     |
| 10 grudnia 1995 | CA Platense – CA Independiente 2:2 Hernán Martín Maisterra 19, Fernando D. Rodríguez 36 – Diego Cagna 43, 79 |
| 10 grudnia 1995 | Gimnasia y Esgrima Jujuy – CA Lanús 0:2 Ariel Maximiliano López 23, 53 |
| 10 grudnia 1995 | Racing Club de Avellaneda – Gimnasia y Esgrima La Plata 2:0 Rubén Óscar Capria 20, Néstor Adrián de Vicente 30 |
| 10 grudnia 1995 | CA Banfield – San Lorenzo de Almagro 2:5 Juan Raúl Arce 57, Guido Virgilio Alvarenga 71 – Claudio Darío Biaggio 17, 24, Esteban Fernando González 42, Claudio Darío Biaggio 54, Carlos Javier Netto 66k                   |
| 10 grudnia 1995 | Deportivo Español – Newell's Old Boys Rosario 3:3 Carlos Javier Odriozola 25k, Arsenio Benítez 62, Carlos Javier Odriozola 70k – Iván César Gabrich 2, 11, 47 mecz rozegrany został na stadionie klubu Ferro Carril Oeste |
| 10 grudnia 1995 | Vélez Sarsfield Buenos Aires – Belgrano Córdoba 2:0 José Óscar Flores 48, 89 |
| 10 grudnia 1995 | Rosario Central – Argentinos Juniors Buenos Aires 0:0 |
| 11 grudnia 1995 | CA Huracán – Ferro Carril Oeste 1:0 Norberto Antonio Fernández 88 |

### Apertura 19
| Data            | Mecz |
| --------------- | --- |
| 15 grudnia 1995 | San Lorenzo de Almagro – Rosario Central 2:2 Claudio Darío Biaggio 21, Claudio Alejandro Rivadero 51 – Gustavo Germán Falaschi 42, Duarte 43 |
| 16 grudnia 1995 | Boca Juniors – Deportivo Español 2:2 Diego Maradona 53k, Sergio Daniel Martínez 68 – Sebastián Carlos Galván 46, Carlos Javier Odriozola 51 |
| 17 grudnia 1995 | CA Colón – Racing Club de Avellaneda 5:1 Marcelo Saralegui 61, Mauricio Aníbal Risso 70, Marcelo Saralegui 74, Miguel Ángel Gambier 78, Marcelo Saralegui 82 – Claudio López 16 |
| 17 grudnia 1995 | Newell's Old Boys Rosario – Gimnasia y Esgrima Jujuy 0:0 mecz rozegrany został na stadionie klubu Rosario Central |
| 17 grudnia 1995 | CA Independiente – Vélez Sarsfield Buenos Aires 0:3 Sędzia: Javier Castrilli Bramki: 0:1 Roberto Luis Trotta 5k, 0:2 Patricio Alejandro Camps 61, 0:3 José Basualdo 81 Czerwone kartki: José Tiburcio Serrizuela 58 / - CA Independiente: Faryd Mondragón – Jorge Daniel Martínez, Carlos Bustos, Marcelo Daniel Kobistyj, Juan Carlos Ramírez (72 Luis Alberto Carranza) – Roberto Antonio Molina, José Tiburcio Serrizuela, Diego Cagna (76 Roberto Acuña) – Gustavo López, Javier Gustavo Mazzoni, Cristián Eduardo Domizzi. Trener: Miguel Ángel López. Club Atlético Vélez Sarsfield: José Luis Chilavert – Roberto Luis Trotta, Flavio Gabriel Zandoná, Mauricio Pellegrino, Raúl Cardozo – José Basualdo, Carlos Horacio Compagnucci, Christian Bassedas (6 Cecilio Andrés Galeano), Patricio Alejandro Camps (78 Martín Posse) – Fernando Daniel Pandolfi (56 Marcelo Hugo Herrera), José Óscar Flores. Trener: Osvaldo José Piazza. |
| 17 grudnia 1995 | CA Lanús – CA Huracán 1:0 Gabriel Schürrer 33 |
| 17 grudnia 1995 | Gimnasia y Esgrima La Plata – Estudiantes La Plata 0:3 José Luis Calderón 56, Sergio Armando Catán 75, José Luis Calderón 78 |
| 17 grudnia 1995 | Argentinos Juniors Buenos Aires – River Plate 3:1 Rubén Alejandro Bernuncio 34, Jorge Roberto Quinteros 38, Rubén Alejandro Bernuncio 49 – Gabriel Omar Amato 88 mecz rozegrany został na stadionie klubu Atlanta |
| 17 grudnia 1995 | Belgrano Córdoba – CA Banfield 0:0 mecz rozegrany został na stadionie klubu Instituto |
| 18 grudnia 1995 | Ferro Carril Oeste – CA Platense 1:4 Víctor Manuel López 69 – Esteban Óscar Fuertes 1, Fernando Saraiba 35, Óscar Alcides Mena 40k, 47 |

### Tabela końcowa Apertura 1995/1996
| Poz | Klub                            | Mecze | Zw | Rem | Por | Pkt | BrZd | BrStr |
| --- | ------------------------------- | ----- | -- | --- | --- | --- | ---- | ----- |
| 1   | Vélez Sarsfield Buenos Aires    | 19    | 13 | 2   | 4   | 41  | 29   | 13    |
| 2   | Racing Club de Avellaneda       | 19    | 10 | 5   | 4   | 35  | 35   | 24    |
| 3   | CA Lanús                        | 19    | 10 | 5   | 4   | 35  | 25   | 16    |
| 4   | Boca Juniors                    | 19    | 9  | 8   | 2   | 35  | 23   | 16    |
| 5   | San Lorenzo de Almagro          | 19    | 9  | 5   | 5   | 32  | 35   | 24    |
| 6   | CA Huracán                      | 19    | 9  | 5   | 5   | 32  | 25   | 22    |
| 7   | River Plate                     | 19    | 7  | 8   | 4   | 29  | 21   | 20    |
| 8   | Gimnasia y Esgrima Jujuy        | 19    | 8  | 4   | 7   | 28  | 28   | 30    |
| 9   | Estudiantes La Plata            | 19    | 6  | 7   | 6   | 25  | 29   | 23    |
| 10  | Rosario Central                 | 19    | 5  | 9   | 5   | 24  | 18   | 20    |
| 11  | CA Platense                     | 19    | 5  | 8   | 6   | 23  | 25   | 24    |
| 12  | Newell's Old Boys Rosario       | 19    | 5  | 8   | 6   | 23  | 26   | 32    |
| 13  | CA Colón                        | 19    | 5  | 6   | 8   | 21  | 22   | 20    |
| 14  | CA Independiente                | 19    | 4  | 9   | 6   | 21  | 15   | 18    |
| 15  | Gimnasia y Esgrima La Plata     | 19    | 5  | 6   | 8   | 21  | 14   | 25    |
| 16  | Argentinos Juniors Buenos Aires | 19    | 5  | 4   | 10  | 19  | 18   | 22    |
| 17  | Ferro Carril Oeste              | 19    | 3  | 8   | 8   | 17  | 21   | 29    |
| 18  | Deportivo Español               | 19    | 3  | 8   | 8   | 17  | 18   | 26    |
| 19  | CA Banfield                     | 19    | 2  | 8   | 9   | 14  | 17   | 29    |
| 20  | Belgrano Córdoba                | 19    | 2  | 7   | 10  | 13  | 12   | 23    |

### Klasyfikacja strzelców bramek
| Gole   | Piłkarz                  | Klub                      |
| ------ | ------------------------ | ------------------------- |
| 13 (5) | José Luis Calderón       | Estudiantes La Plata      |
| 10     | Claudio Darío Biaggio    | San Lorenzo de Almagro    |
| 10 (3) | Rubén Óscar Capria       | Racing Club de Avellaneda |
| 9      | Claudio López            | Racing Club de Avellaneda |
| 8 (1)  | Iván César Gabrich       | Newell's Old Boys Rosario |
| 8      | Ariel Maximiliano López  | CA Lanús                  |
| 8 (2)  | Marcelo Saralegui        | CA Colón                  |
| 8 (2)  | Marcelo Andrés Trimarchi | Gimnasia y Esgrima Jujuy  |

- W nawiasach bramki zdobyte z rzutów karnych

## Torneo Clausura 1995/1996

### Clausura 1
| Data          | Mecz |
| ------------- | --- |
| 8 marca 1996  | Boca Juniors – Gimnasia y Esgrima Jujuy 4:0 Diego Maradona 3k, Raúl Alejandro Peralta 5, Sergio Daniel Martínez 64, Nelson Vivas 78 mecz rozegrany został na stadionie klubu Vélez Sarsfield                |
| 9 marca 1996  | Newell's Old Boys Rosario – CA Huracán 1:1 Iván César Gabrich 73 – Héctor Pineda 57 mecz rozegrany został na stadionie klubu Rosario Central                                                                |
| 10 marca 1996 | Gimnasia y Esgrima La Plata – Deportivo Español 0:0 |
| 10 marca 1996 | CA Colón – Estudiantes La Plata 2:1 Héctor Rodríguez Peña 42, Mauricio Aníbal Risso 71 – Martín Palermo 38                                                                                                  |
| 10 marca 1996 | Argentinos Juniors Buenos Aires – Racing Club de Avellaneda 1:3 Juan José Cardinal 86k – Rubén Óscar Capria 28k, Silvio René Carrario 42, Claudio López 90 mecz rozegrany został na stadionie klubu Huracán |
| 10 marca 1996 | San Lorenzo de Almagro – River Plate 3:1 Gustavo Quinteros 25, Luis Alberto Carranza 44, Claudio Alejandro Rivadero 89 – Gabriel Cedrés 33                                                                  |
| 10 marca 1996 | Belgrano Córdoba – Rosario Central 1:1 Luis Fabián Artime 10 – Rubén Fernando Da Silva 61 mecz rozegrany został na stadionie Estadio Córdoba                                                                |
| 10 marca 1996 | Vélez Sarsfield Buenos Aires – CA Banfield 3:2 José Óscar Flores 21, Marcelo Hugo Herrera 29, Roberto Luis Trotta 78k – Fabián Leonardo Alegre 54, Julio Ricardo Cruz 69                                    |
| 10 marca 1996 | CA Independiente – Ferro Carril Oeste 0:2 Néstor Lorenzo 85, Cristián Gabriel Torres 89 |
| 11 marca 1996 | CA Lanús – CA Platense 1:0 Ariel Maximiliano López 1 |

### Clausura 2
| Data          | Mecz |
| ------------- | --- |
| 15 marca 1996 | CA Banfield – CA Independiente 0:1 Javier Gustavo Mazzoni 54                                                                                      |
| 16 marca 1996 | Rosario Central – Vélez Sarsfield Buenos Aires 0:0                                                                                                |
| 17 marca 1996 | CA Huracán – Boca Juniors 1:1 Hugo Romeo Guerra 89 – Juan Sebastián Verón 85                                                                      |
| 17 marca 1996 | River Plate – Belgrano Córdoba 3:0 Enzo Francescoli 24, 27k, 72k                                                                                  |
| 17 marca 1996 | Racing Club de Avellaneda – San Lorenzo de Almagro 1:0 Silvio René Carrario 49                                                                    |
| 17 marca 1996 | CA Platense – Newell's Old Boys Rosario 3:2 Adrián Norberto Coria 52, Óscar Alcides Mena 63, Adrián Norberto Coria 78 – Iván César Gabrich 32, 74 |
| 17 marca 1996 | Deportivo Español – CA Colón 1:0 Sebastián Carlos Galván 37 mecz został rozegrany na stadionie klubu Atlanta                                      |
| 17 marca 1996 | Estudiantes La Plata – Argentinos Juniors Buenos Aires 2:0 Néstor Craviotto 14, Silvano Sergio Maciel 53                                          |
| 17 marca 1996 | Gimnasia y Esgrima Jujuy – Gimnasia y Esgrima La Plata 2:1 Mario Humberto Lobo 32, 39 – Andrés Guglielminpietro 80                                |
| 18 marca 1996 | Ferro Carril Oeste – CA Lanús 1:1 Miguel Ángel Vargas 68 – Daniel Óscar Cravero 73                                                                |

### Clausura 3
| Data          | Mecz |
| ------------- | --- |
| 22 marca 1996 | Vélez Sarsfield Buenos Aires – River Plate 3:2 Fernando Daniel Pandolfi 48, José Luis Chilavert 62, Marcelo Hugo Herrera 90 – Juan Andrés Gómez 30, Hernán Crespo 86                          |
| 23 marca 1996 | Gimnasia y Esgrima La Plata – CA Huracán 2:0 Alberto José Márcico 31, 76k |
| 24 marca 1996 | Boca Juniors – CA Platense 1:0 Claudio Caniggia 16 mecz rozegrany został na stadionie klubu Vélez Sarsfield                                                                                   |
| 24 marca 1996 | CA Colón – Gimnasia y Esgrima Jujuy 0:2 Rubén Darío Piaggio 50, Mario Humberto Lobo 80 |
| 24 marca 1996 | Belgrano Córdoba – Racing Club de Avellaneda 2:2 Danilo Javier Tosello 47, Sebastián Brusco 50 – Claudio López 23, Marcelo Delgado 90 mecz rozegrany został na stadionie Estadio Córdoba      |
| 24 marca 1996 | San Lorenzo de Almagro – Estudiantes La Plata 0:2 Silvano Sergio Maciel 2, 88 |
| 24 marca 1996 | Newell's Old Boys Rosario – Ferro Carril Oeste 1:1 Hernán Dario Franco 74 – Carlos Alejandro Duré 71 mecz rozegrany został na stadionie klubu Rosario Central                                 |
| 24 marca 1996 | CA Independiente – CA Lanús 0:2 Omar Simionato 43k, Ariel Maximiliano López 71 |
| 24 marca 1996 | CA Banfield – Rosario Central 2:1 Fabián Leonardo Alegre 1k, Julio Ricardo Cruz 82 – Rubén Fernando Da Silva 6                                                                                |
| 25 marca 1996 | Argentinos Juniors Buenos Aires – Deportivo Español 1:3 José Manuel Fernández 74 – Gustavo Héctor Grondona 43, Hugo Norberto Castillo 81, 85 mecz rozegrany został na stadionie klubu Atlanta |

### Clausura 4
| Data            | Mecz |
| --------------- | --- |
| 29 marca 1996   | Deportivo Español – San Lorenzo de Almagro 2:0 Hugo Norberto Castillo 58, 82 mecz rozegrany został na stadionie klubu Atlanta                                              |
| 30 marca 1996   | Rosario Central – CA Independiente 3:1 Juan Carlos Ramírez 15s, Martín Cardetti 80, Eduardo Bustos Montoya 85 – Cristián Eduardo Domizzi 56                                |
| 31 marca 1996   | Ferro Carril Oeste – Boca Juniors 1:2 Carlos Fernando Navarro Montoya 47s – Claudio Caniggia 11, Kily González 33 mecz rozegrany został na stadionie klubu Vélez Sarsfield |
| 31 marca 1996   | CA Platense – Gimnasia y Esgrima La Plata 2:3 Adrián Norberto Coria 30, Guillermo Sanguinetti 36s – José Fabián Albornoz 43, Alberto José Márcico 64, 73k                  |
| 31 marca 1996   | CA Huracán – CA Colón 3:2 Hugo Romeo Guerra 31, Gastón Casas 66, Pedro D. Barrios Delgado 85k – Héctor Rodríguez Peña 39, Claudio Omar García 45                           |
| 31 marca 1996   | Gimnasia y Esgrima Jujuy – Argentinos Juniors Buenos Aires 2:1 Darío Cristián Dómene 25, Adrián Alberto Gorostidi 85 – Eduardo Bennett 63                                  |
| 31 marca 1996   | Racing Club de Avellaneda – Vélez Sarsfield Buenos Aires 1:1 Roberto Fabián Pompei 51 – Martín Posse 22                                                                    |
| 31 marca 1996   | River Plate – CA Banfield 2:1 Enzo Francescoli 32, Ariel Ortega 63 – Pablo Ariel Paz 18                                                                                    |
| 31 marca 1996   | CA Lanús – Newell's Old Boys Rosario 4:1 Gabriel Schürrer 7, Claudio Marcelo Enría 46, Cristian Sebastián Cejas 51s, Claudio Marcelo Enría 52 – Bruno Giménez 89           |
| 1 kwietnia 1996 | Estudiantes La Plata – Belgrano Córdoba 2:1 Martín Esteban Mazzucco 15, Manuel Santos Aguilar 84 – Danilo Javier Tosello 89k                                               |

### Clausura 5
| Data            | Mecz |
| --------------- | --- |
| 5 kwietnia 1996 | Vélez Sarsfield Buenos Aires – Estudiantes La Plata 1:2 Patricio Alejandro Camps 63 – Martín Esteban Mazzucco 49, Leonardo Alfredo Ramos 90k |
| 6 kwietnia 1996 | Rosario Central – River Plate 2:1 Martín Cardetti 63, 71 – Ariel Ortega 84 |
| 7 kwietnia 1996 | Boca Juniors – CA Lanús 2:1 Claudio Caniggia 20, 70 – Ariel Ibagaza 62 mecz rozegrany został na sradionie klubu Vélez Sarsfield |
| 7 kwietnia 1996 | CA Banfield – Racing Club de Avellaneda 0:1 Rubén Óscar Capria 35k |
| 7 kwietnia 1996 | San Lorenzo de Almagro – Gimnasia y Esgrima Jujuy 1:3 Diego Manuel Figueroa 27 – Marcelo Andrés Trimarchi 28, Luis Marcelo Lobo 64, Adrián Alberto Gorostidi 82                                                                                            |
| 7 kwietnia 1996 | Gimnasia y Esgrima La Plata – Ferro Carril Oeste 1:0 Alberto José Márcico 65 |
| 7 kwietnia 1996 | CA Colón – CA Platense 0:1 Óscar Alcides Mena 81 |
| 7 kwietnia 1996 | Belgrano Córdoba – Deportivo Español 1:1 Juan Gustavo Spallina 77 – Sandro Fabricio Ojeda 71 mecz rozegrany został na stadionie Estadio Córdoba |
| 8 kwietnia 1996 | Argentinos Juniors Buenos Aires – CA Huracán 0:3 Norberto Antonio Fernández 69, Pedro D. Barrios Delgado 75k, Claudio Javier Marini 87 mecz rozegrany został na stadionie klubu Atlanta mecz został przerwany w 89 minucie z powodu zamieszek na trybunach |
| 11 czerwca 1996 | CA Independiente – Newell's Old Boys Rosario 3:2 José Luis Calderón 58, Claudio David Arzeno 62, Javier Gustavo Mazzoni 66 – Velko Iotov 76, Gastón Ricardo Liendo 90                                                                                      |

### Clausura 6
| Data             | Mecz |
| ---------------- | --- |
| 12 kwietnia 1996 | Racing Club de Avellaneda – Rosario Central 0:1 Raúl Eduardo Gordillo 62 |
| 13 kwietnia 1996 | Newell's Old Boys Rosario – Boca Juniors 1:0 Hernán Dario Franco 24 mecz rozegrany został na stadionie klubu Rosario Central                                                                     |
| 14 kwietnia 1996 | River Plate – CA Independiente 1:4 Gabriel Cedrés 16 – Jorge Burruchaga 3, Gabriel Álvez 38, 55, Diego Martín Dorta 87                                                                           |
| 14 kwietnia 1996 | CA Huracán – San Lorenzo de Almagro 1:1 Hugo Romeo Guerra 79 – Luis Alberto Carranza 61k |
| 14 kwietnia 1996 | Deportivo Español – Vélez Sarsfield Buenos Aires 1:2 José Luis Chilavert 1s – Christian Bassedas 36, Patricio Alejandro Camps 64 mecz rozegrany został na stadionie klubu Ferro Carril Oeste     |
| 14 kwietnia 1996 | CA Platense – Argentinos Juniors Buenos Aires 3:0 Fernando Calcaterra 73, Marcelo Fabián Romagnoli 83, Adrián Norberto Coria 87 mecz przerwany w 81 minucie – dokończony został 18 kwietnia 1996 |
| 14 kwietnia 1996 | CA Lanús – Gimnasia y Esgrima La Plata 3:1 Juan José Serrizuela 44, Ariel Maximiliano López 55, Claudio Marcelo Enría 57 – José Fabián Albornoz 60                                               |
| 14 kwietnia 1996 | Estudiantes La Plata – CA Banfield 2:2 Claudio Martín París 7, Silvano Sergio Maciel 48 – Alejandro Rubén Glaría 56, Fabián Leonardo Alegre 75k                                                  |
| 14 kwietnia 1996 | Gimnasia y Esgrima Jujuy – Belgrano Córdoba 0:2 Danilo Javier Tosello 51, 63k |
| 15 kwietnia 1996 | Ferro Carril Oeste – CA Colón 0:0 |

### Clausura 7
| Data             | Mecz |
| ---------------- | --- |
| 26 kwietnia 1996 | San Lorenzo de Almagro – CA Platense 1:0 Silas 11 |
| 27 kwietnia 1996 | Belgrano Córdoba – CA Huracán 0:1 Hugo Romeo Guerra 49 mecz rozegrany został na stadionie Estadio Córdoba |
| 28 kwietnia 1996 | CA Independiente – Boca Juniors 1:1 José Luis Calderón – Sergio Daniel Martínez |
| 28 kwietnia 1996 | River Plate – Racing Club de Avellaneda 4:2 Hernán Crespo 37, 42, Ramón Medina Bello 55, Matías Almeyda 84 – Claudio López 33, Silvio René Carrario 65                                                        |
| 28 kwietnia 1996 | Vélez Sarsfield Buenos Aires – Gimnasia y Esgrima Jujuy 4:0 Patricio Alejandro Camps 43, José Óscar Flores 48, Patricio Alejandro Camps 62, José Óscar Flores 66                                              |
| 28 kwietnia 1996 | CA Colón – CA Lanús 1:1 Julio César Toresani 31 – Ariel Maximiliano López 16 |
| 28 kwietnia 1996 | Argentinos Juniors Buenos Aires – Ferro Carril Oeste 0:2 Facundo Sava 73, Víctor Manuel López 90 mecz rozegrany został na stadionie klubu Atlanta                                                             |
| 28 kwietnia 1996 | Rosario Central – Estudiantes La Plata 2:3 Martín Cardetti 3, Mario Gabriel Pobersnik 89 – Edgardo Fabián Prátola 2, Martín Palermo 7, 70                                                                     |
| 28 kwietnia 1996 | Gimnasia y Esgrima La Plata – Newell's Old Boys Rosario 4:2 Gustavo Barros Schelotto 43, Alberto José Márcico 44, Pablo Javier Morant 77, José Fabián Albornoz 88 – Velko Iotov 30, Gustavo Lionel Siviero 82 |
| 29 kwietnia 1996 | CA Banfield – Deportivo Español 0:0 |

### Clausura 8
| Data        | Mecz |
| ----------- | --- |
| 3 maja 1996 | CA Huracán – Vélez Sarsfield Buenos Aires 2:2 Pedro D. Barrios Delgado 29, Hugo Romeo Guerra 75 – Marcelo Hugo Herrera 65, Flavio Gabriel Zandoná 84                                        |
| 4 maja 1996 | Gimnasia y Esgrima Jujuy – CA Banfield 0:3 Julio Ricardo Cruz 16k, Andrés Malvestitti 22, Daniel Alejandro Delfino 85                                                                       |
| 5 maja 1996 | Boca Juniors – Gimnasia y Esgrima La Plata 0:6 Guillermo Barros Schelotto 2, 13, José Fabián Albornoz 40, Guillermo Barros Schelotto 44, Alberto José Márcico 51k, Mario Osvaldo Saccone 79 |
| 5 maja 1996 | Estudiantes La Plata – River Plate 3:1 Martín Palermo 4, Silvano Sergio Maciel 48, 65k – Enzo Francescoli 28                                                                                |
| 5 maja 1996 | Racing Club de Avellaneda – CA Independiente 1:1 Damián Gonzalo Facciutto 59 – José Luis Calderón 43                                                                                        |
| 5 maja 1996 | Ferro Carril Oeste – San Lorenzo de Almagro 0:0 |
| 5 maja 1996 | Newell's Old Boys Rosario – CA Colón 1:1 Rodolfo Gustavo Aquino 39 – Miguel Ángel Gambier 67 mecz rozegrany został na stadionie klubu Rosario Central                                       |
| 5 maja 1996 | CA Lanús – Argentinos Juniors Buenos Aires 3:0 Ariel Maximiliano López 2, 30, Néstor Osvaldo González 74                                                                                    |
| 5 maja 1996 | CA Platense – Belgrano Córdoba 2:1 Fernando Calcaterra 37, Marcelo Fabián Romagnoli 42 – Sebastián Brusco 22                                                                                |
| 6 maja 1996 | Deportivo Español – Rosario Central 1:1 Wilson Núñez De la Rosa 21 – Eduardo Germán Coudet 13 mecz rozegrany został na stadionie klubu Atlanta                                              |

### Clausura 9
| Data         | Mecz |
| ------------ | --- |
| 10 maja 1996 | Vélez Sarsfield Buenos Aires – CA Platense 4:3 Roberto Luis Trotta 2k, Patricio Alejandro Camps 7, Marcelo Hugo Herrera 40, Roberto Luis Trotta 67k – Adrián Norberto Coria 3, 59, Esteban Óscar Fuertes 63 |
| 11 maja 1996 | CA Colón – Boca Juniors 1:0 Marcelo Saralegui 85 |
| 12 maja 1996 | River Plate – Deportivo Español 2:0 Juan Andrés Gómez 62, Julio Hernán Rossi 84 |
| 12 maja 1996 | Gimnasia y Esgrima La Plata – CA Independiente 3:2 Alberto José Márcico 15, Favio Damián Fernández 26, Ariel Gustavo Pereyra 72 – José Luis Calderón 4, Diego Martín Dorta 44                               |
| 12 maja 1996 | Racing Club de Avellaneda – Estudiantes La Plata 1:1 Juan Ramón Fleita 60 – Carlos Bossio 88 UWAGA Bossio był bramkarzem klubu Estudiantes, a bramkę strzelił głową po rzucie rożnym                        |
| 12 maja 1996 | San Lorenzo de Almagro – CA Lanús 2:3 Esteban Fernando González 27, 31 – Hugo Morales 16, Ariel Maximiliano López 57, 61                                                                                    |
| 12 maja 1996 | Rosario Central – Gimnasia y Esgrima Jujuy 1:1 Rubén Fernando Da Silva 5 – Mario Humberto Lobo 27 |
| 12 maja 1996 | Belgrano Córdoba – Ferro Carril Oeste 3:1 Roberto Luis Oste 16, Danilo Javier Tosello 37, 70 – Luciano Alejandro Nicotra 72 mecz rozegrany został na stadionie Estadio Córdoba                              |
| 13 maja 1996 | Argentinos Juniors Buenos Aires – Newell's Old Boys Rosario 1:1 Juan José Cardinal 62k – Iván César Gabrich 23 mecz rozegrany został na stadionie klubu Atlanta                                             |

### Clausura 10
| Data         | Mecz |
| ------------ | --- |
| 17 maja 1996 | Deportivo Español – Racing Club de Avellaneda 1:2 Carlos Javier Odriozola 64k – Fernando Héctor Quiroz 38, Juan Ramón Fleita 88 mecz rozegrano na stadionie klubu Huracán |
| 18 maja 1996 | Newell's Old Boys Rosario – San Lorenzo de Almagro 1:1 Gustavo Daniel Raggio 80k – Rubén Alejandro Bernuncio 12 mecz rozegrano na stadionie klubu Rosario Central         |
| 18 maja 1996 | Gimnasia y Esgrima Jujuy – River Plate 1:4 Adrián Alberto Gorostidi 70 – Gabriel Cedrés 7, Gabriel Omar Amato 20, Ariel Ortega 52, 60                                     |
| 19 maja 1996 | Boca Juniors – Argentinos Juniors Buenos Aires 4:1 Néstor Fabbri 22, Juan Sebastián Verón 30, Claudio Caniggia 60, Sergio Daniel Martínez 71 – Juan José Cardinal 63k     |
| 19 maja 1996 | CA Independiente – Estudiantes La Plata 0:0 |
| 19 maja 1996 | CA Huracán – Rosario Central 1:1 Luis Alberto Monzón 41 – Rubén Fernando Da Silva 47                                                                                      |
| 19 maja 1996 | CA Lanús – Belgrano Córdoba 4:2 Gabriel Schürrer 3, Claudio Marcelo Enría 37, Ariel Maximiliano López 48, 89 – Danilo Javier Tosello 17k, Juan Gustavo Spallina 72        |
| 19 maja 1996 | Gimnasia y Esgrima La Plata – CA Colón 3:1 José Fabián Albornoz 44, Mario Osvaldo Saccone 77, José Fabián Albornoz 88 – Miguel Ángel Gambier 53                           |
| 19 maja 1996 | Ferro Carril Oeste – Vélez Sarsfield Buenos Aires 0:0 |
| 20 maja 1996 | CA Platense – CA Banfield 0:5 Julio Ricardo Cruz 65, 69, Fabián Leonardo Alegre 71, Alejandro Rubén Glaría 82, Andrés Malvestitti 87                                      |

### Clausura 11
| Data         | Mecz |
| ------------ | --- |
| 24 maja 1996 | Racing Club de Avellaneda – Gimnasia y Esgrima Jujuy 4:1 Luis Marcelo Lobo 14s, Juan Ramón Fleita 18, Rubén Óscar Capria 44k, Juan Ramón Fleita 88 – Rolando F. González 27                                 |
| 25 maja 1996 | CA Colón – CA Independiente 3:1 Claudio Omar García 5, Víctor Javier Müller 25, Marcelo Saralegui 39 – Javier Gustavo Mazzoni 63                                                                            |
| 26 maja 1996 | San Lorenzo de Almagro – Boca Juniors 1:2 Silas 6 – Kily González 16, Juan Sebastián Verón 44 |
| 26 maja 1996 | River Plate – CA Huracán 4:0 Enzo Francescoli 40, Hernán Crespo 58, Enzo Francescoli 66, Ariel Ortega 69 |
| 26 maja 1996 | Vélez Sarsfield Buenos Aires – CA Lanús 5:1 Marcelo Hugo Herrera 21, Martín Posse 28, José Luis Chilavert 42k, Martín Posse 46, Raúl Cardozo 51 – Ariel Maximiliano López 37                                |
| 26 maja 1996 | Argentinos Juniors Buenos Aires – Gimnasia y Esgrima La Plata 1:2 Nicolás Fernando Lauría Calvo 84 – José Fabián Albornoz 23, Alberto José Márcico 44k mecz rozegrany został na stadionie klubu Atlanta     |
| 26 maja 1996 | Rosario Central – CA Platense 2:1 Gustavo Germán Falaschi 84, Horacio Carbonari 90 – Marcelo Carracedo 56                                                                                                   |
| 26 maja 1996 | Belgrano Córdoba – Newell's Old Boys Rosario 3:1 Danilo Javier Tosello 13, Juan Gustavo Spallina 53, Luis Fabián Artime 79 – Iván César Gabrich 58 mecz rozegrany został na stadionie klubu Estadio Córdoba |
| 26 maja 1996 | Estudiantes La Plata – Deportivo Español 3:2 Silvano Sergio Maciel 10k, Fernando Gastón Córdoba 55, Néstor Craviotto 82 – Arsenio Benítez 20, Óscar Roberto Alfonso 75                                      |
| 27 maja 1996 | CA Banfield – Ferro Carril Oeste 0:0 |

### Clausura 12
| Data            | Mecz |
| --------------- | --- |
| 7 czerwca 1996  | CA Independiente – Deportivo Español 1:1 Jorge Burruchaga 13k – Carlos Javier Odriozola 41k                                                                                |
| 8 czerwca 1996  | Newell's Old Boys Rosario – Vélez Sarsfield Buenos Aires 0:1 José Óscar Flores 77 mecz rozegrany został na stadionie klubu Rosario Central                                 |
| 9 czerwca 1996  | Ferro Carril Oeste – Rosario Central 0:5 Martín Mariano Boasso 17, Rubén Fernando Da Silva 36, Eduardo Germán Coudet 40, Pablo Andrés Sánchez 64, Raúl Eduardo Gordillo 65 |
| 9 czerwca 1996  | CA Huracán – Racing Club de Avellaneda 2:2 Rodolfo Gustavo Flores 74, Mauro Esteban Navas 84s – Claudio López 19, Juan Ramón Fleita 69                                     |
| 9 czerwca 1996  | Gimnasia y Esgrima Jujuy – Estudiantes La Plata 1:0 Rolando F. González 67                                                                                                 |
| 9 czerwca 1996  | Gimnasia y Esgrima La Plata – San Lorenzo de Almagro 1:2 Guillermo Sanguinetti 37 – Claudio Darío Biaggio 7, Óscar Alfredo Ruggeri 48                                      |
| 9 czerwca 1996  | CA Colón – Argentinos Juniors Buenos Aires 1:2 Claudio Omar García 56 – Líber Vespa 47, 62                                                                                 |
| 9 czerwca 1996  | Boca Juniors – Belgrano Córdoba 2:0 Sergio Daniel Martínez 80, Diego Maradona 89                                                                                           |
| 9 czerwca 1996  | CA Platense – River Plate 2:1 Esteban Óscar Fuertes 78, 81 – Marcelo Gallardo 83k                                                                                          |
| 10 czerwca 1996 | CA Lanús – CA Banfield 4:0 Hugo Morales 13, Claudio Marcelo Enría 45, Hugo Morales 56, Ariel Ibagaza 70                                                                    |

### Clausura 13
| Data            | Mecz |
| --------------- | --- |
| 14 czerwca 1996 | San Lorenzo de Almagro – CA Colón 0:0 |
| 15 czerwca 1996 | Estudiantes La Plata – CA Huracán 5:2 Martín Palermo 13, Néstor Craviotto 21, Fernando Gastón Córdoba 23, Martín Palermo 60, Silvano Sergio Maciel 84k – Antonio Daniel Barijho 70, Pedro D. Barrios Delgado 78k |
| 16 czerwca 1996 | Belgrano Córdoba – Gimnasia y Esgrima La Plata 2:1 Juan Gustavo Spallina 25, Leonardo Torres 53 – Alberto José Márcico 72 mecz rozegrany został na stadionie Estadio Córdoba                                     |
| 16 czerwca 1996 | Argentinos Juniors Buenos Aires – CA Independiente 0:0 mecz rozegrany został na stadionie klubu Atlanta |
| 16 czerwca 1996 | Vélez Sarsfield Buenos Aires – Boca Juniors 5:1 Patricio Alejandro Camps 20, José Luis Chilavert 40, 43k, Fernando Gamboa 79s, José Óscar Flores 87 – Claudio Caniggia 15                                        |
| 16 czerwca 1996 | CA Banfield – Newell's Old Boys Rosario 1:1 Julio Ricardo Cruz 5 – Osvaldo Francisco Canobbio 64 |
| 16 czerwca 1996 | Rosario Central – CA Lanús 3:1 Martín Cardetti 57, Mario Gabriel Pobersnik 70, 89 – Omar Simionato 54 |
| 16 czerwca 1996 | River Plate – Ferro Carril Oeste 2:3 Marcelo Gallardo 72k, Santiago Solari 78 – Carlos Alejandro Duré 31k, Facundo Sava 50, Luciano Alejandro Nicotra 82k                                                        |
| 16 czerwca 1996 | Racing Club de Avellaneda – CA Platense 1:0 Rubén Óscar Capria 25 |
| 17 czerwca 1996 | Deportivo Español – Gimnasia y Esgrima Jujuy 2:2 Mauro Javier Potenzoni 14, Wilson Núñez De la Rosa 71 – Marcelo Andrés Trimarchi 16, Alejandro Santiago González 84                                             |

### Clausura 14
| Data            | Mecz |
| --------------- | --- |
| 21 czerwca 1996 | CA Independiente – Gimnasia y Esgrima Jujuy 3:2 Gabriel Álvez 34, Jorge Burruchaga 64, 85k – Marcelo Andrés Trimarchi 47, Carlos Morales Santos 56 |
| 22 czerwca 1996 | Argentinos Juniors Buenos Aires – San Lorenzo de Almagro 2:0 Nicolás Fernando Lauría Calvo 48, Jorge Roberto Quinteros 82 mecz rozegrany został na stadionie Atlanta |
| 23 czerwca 1996 | Boca Juniors – CA Banfield 3:2 Claudio Caniggia 55, Alphonse Tchami 58, 88 – Julio Ricardo Cruz 67, Javier Adrián Baena 81 |
| 23 czerwca 1996 | Ferro Carril Oeste – Racing Club de Avellaneda 0:3 Claudio López 27, Diego Cocca 31s, Claudio López 54 |
| 23 czerwca 1996 | Gimnasia y Esgrima La Plata – Vélez Sarsfield Buenos Aires 1:1 Guillermo Sanguinetti 73 – Martín Posse 83 |
| 23 czerwca 1996 | CA Colón – Belgrano Córdoba 2:1 Maximiliano Pablo Cuberas 34, Miguel Ángel Gambier 90k – Danilo Javier Tosello 88k |
| 23 czerwca 1996 | Newell's Old Boys Rosario – Rosario Central 2:0 Iván César Gabrich 27, Bruno Giménez 52 mecz rozegrany został na stadionie klubu Rosario Central spotkanie zostało przerwane w 64 minucie z powodu zamieszek na trybunach wywołanych rzutem karnym przyznanym drużynie Newell's Old Boys |
| 23 czerwca 1996 | CA Huracán – Deportivo Español 2:0 Rodolfo Gustavo Flores 16, Antonio Daniel Barijho 61 |
| 24 czerwca 1996 | CA Platense – Estudiantes La Plata 2:2 Adrián Norberto Coria 35, 89 – Néstor Craviotto 1, Martín Palermo 46 |
| 6 lipca 1996    | CA Lanús – River Plate 2:2 Omar Simionato 68k, Fernando Clemente Di Carlo 72 – Ricardo Altamirano 29, Ramón Medina Bello 50 |

### Clausura 15
| Data            | Mecz |
| --------------- | --- |
| 28 czerwca 1996 | San Lorenzo de Almagro – CA Independiente 0:2 Roberto Acuña 87, Gabriel Álvez 90 |
| 29 czerwca 1996 | Rosario Central – Boca Juniors 0:1 Néstor Fabbri 67 |
| 29 czerwca 1996 | River Plate – Newell's Old Boys Rosario 0:0 |
| 29 czerwca 1996 | Vélez Sarsfield Buenos Aires – CA Colón 2:0 Martín Javier Román 32s, Marcelo Hugo Herrera 84 |
| 30 czerwca 1996 | Racing Club de Avellaneda – CA Lanús 0:1 Fernando Clemente Di Carlo 86 |
| 30 czerwca 1996 | Gimnasia y Esgrima Jujuy – CA Huracán 2:4 Carlos Morales Santos 12, Manuel Alfredo Guerrero 80 – Hugo Romeo Guerra 33, Darío Fabbro 51, Antonio Daniel Barijho 77, Norberto Antonio Fernández 87 |
| 30 czerwca 1996 | Belgrano Córdoba – Argentinos Juniors Buenos Aires 1:0 Luis Fabián Artime 22 mecz rozegrany został na stadionie Estadio Córdoba                                                                  |
| 30 czerwca 1996 | Estudiantes La Plata – Ferro Carril Oeste 0:0 |
| 30 czerwca 1996 | CA Banfield – Gimnasia y Esgrima La Plata 1:2 Julio Ricardo Cruz 9 – Favio Damián Fernández 26, Guillermo Barros Schelotto 82                                                                    |
| 1 lipca 1996    | Deportivo Español – CA Platense 1:0 Gustavo Héctor Grondona 67 mecz rozegrany został na stadionie klubu Ferro Carril Oeste                                                                       |

### Clausura 16
| Data          | Mecz |
| ------------- | --- |
| 12 lipca 1996 | San Lorenzo de Almagro – Belgrano Córdoba 1:0 Héctor Almandoz 28                                                                                                 |
| 12 lipca 1996 | CA Colón – CA Banfield 2:0 Ricardo Daniel Kuzemka 38, Nelson Omar Agoglia 53                                                                                     |
| 13 lipca 1996 | Newell's Old Boys Rosario – Racing Club de Avellaneda 1:0 Bruno Giménez 13 mecz rozegrany został na stadionie klubu Rosario Central                              |
| 14 lipca 1996 | Boca Juniors – River Plate 4:1 José Basualdo 43, Claudio Caniggia 50, 66, 75 – Gabriel Omar Amato 87                                                             |
| 14 lipca 1996 | CA Independiente – CA Huracán 1:4 Jorge Burruchaga 62 – Antonio Daniel Barijho 49, Pedro D. Barrios Delgado 57k, Rodolfo Gustavo Flores 75, Hugo Romeo Guerra 90 |
| 14 lipca 1996 | Argentinos Juniors Buenos Aires – Vélez Sarsfield Buenos Aires 0:0 mecz rozegrany został na stadionie klubu Ferro Carril Oeste                                   |
| 14 lipca 1996 | CA Lanús – Estudiantes La Plata 1:0 Gabriel Schürrer 45 |
| 14 lipca 1996 | Gimnasia y Esgrima La Plata – Rosario Central 4:0 José Fabián Albornoz 28k, Guillermo Sanguinetti 42, Favio Damián Fernández 57, Ariel Gustavo Pereyra 68        |
| 14 lipca 1996 | CA Platense – Gimnasia y Esgrima Jujuy 1:0 Adrián Norberto Coria 82                                                                                              |
| 15 lipca 1996 | Ferro Carril Oeste – Deportivo Español 1:1 Néstor Lorenzo 2 – Sergio Raúl Castillo 52                                                                            |

### Clausura 17
| Data            | Mecz |
| --------------- | --- |
| 5 sierpnia 1996 | River Plate – Gimnasia y Esgrima La Plata 1:2 Enzo Francescoli 27k – Roberto Carlos Sosa 3, Guillermo Barros Schelotto 21                                                            |
| 5 sierpnia 1996 | Belgrano Córdoba – CA Independiente 0:0 |
| 5 sierpnia 1996 | CA Banfield – Argentinos Juniors Buenos Aires 0:1 Nicolás Fernando Lauría Calvo 27                                                                                                   |
| 6 sierpnia 1996 | Vélez Sarsfield Buenos Aires – San Lorenzo de Almagro 4:1 Mauricio Pellegrino 27, Marcelo Hugo Herrera 38, Héctor Almandoz 47s, José Óscar Flores 75 – Javier Alejandro Arbarello 58 |
| 6 sierpnia 1996 | CA Huracán – CA Platense 2:2 Norberto Antonio Fernández 11, Darío Fabbro 35 – Óscar Alcides Mena 21, 53                                                                              |
| 6 sierpnia 1996 | Deportivo Español – CA Lanús 1:0 Wilson Núñez De la Rosa 77 mecz rozegrany został na stadionie klubu San Lorenzo de Almagro                                                          |
| 6 sierpnia 1996 | Gimnasia y Esgrima Jujuy – Ferro Carril Oeste 0:1 Diego Daniel Bustos 39 |
| 7 sierpnia 1996 | Racing Club de Avellaneda – Boca Juniors 1:0 Claudio López 82 |
| 7 sierpnia 1996 | Estudiantes La Plata – Newell's Old Boys Rosario 2:2 Martín Palermo 27, 72 – Rodolfo Gustavo Aquino 44, Damián Manso 63                                                              |
| 7 sierpnia 1996 | Rosario Central – CA Colón 1:1 Eduardo Bustos Montoya 80 – Rafael Norberto Díaz 56                                                                                                   |

### Clausura 18
| Data             | Mecz |
| ---------------- | --- |
| 9 sierpnia 1996  | CA Independiente – CA Platense 1:1 Jorge Daniel Martínez 75 – Adrián Norberto Coria 60k |
| 10 sierpnia 1996 | Gimnasia y Esgrima La Plata – Racing Club de Avellaneda 6:0 Roberto Carlos Sosa 14, José Fabián Albornoz 22k, Roberto Carlos Sosa 43, 59, Guillermo Sanguinetti 66, Pablo Javier Morant 70                                                           |
| 11 sierpnia 1996 | Boca Juniors – Estudiantes La Plata 1:2 Juan Sebastián Verón 14 – Martín Palermo 22, 72 |
| 11 sierpnia 1996 | CA Colón – River Plate 1:0 Víctor Javier Müller 14 |
| 11 sierpnia 1996 | Ferro Carril Oeste – CA Huracán 2:1 Jorge Luis Cordon 79, Diego Daniel Bustos 90 – Pedro D. Barrios Delgado 18 |
| 11 sierpnia 1996 | Argentinos Juniors Buenos Aires – Rosario Central 1:6 Jorge Roberto Quinteros 45 – Rubén Fernando Da Silva 47, Mario Gabriel Pobersnik 50, Eduardo Bustos Montoya 54, 73, Rubén Fernando Da Silva 75, 79k mecz rozegrany został na stadionie Atlanta |
| 11 sierpnia 1996 | Belgrano Córdoba – Vélez Sarsfield Buenos Aires 1:2 Danilo Javier Tosello 23 – Martín Posse 54, Patricio Alejandro Camps 87 mecz rozegrany został na stadionie Estadio Córdoba                                                                       |
| 11 sierpnia 1996 | CA Lanús – Gimnasia y Esgrima Jujuy 1:1 Ariel Maximiliano López 43 – Carlos Morales Santos 1 |
| 11 sierpnia 1996 | Newell's Old Boys Rosario – Deportivo Español 0:0 mecz rozegrany został na stadionie klubu Rosario Central |
| 12 sierpnia 1996 | San Lorenzo de Almagro – CA Banfield 0:1 Andrés Malvestitti 43 |

### Clausura 19
| Data             | Mecz |
| ---------------- | --- |
| 16 sierpnia 1996 | River Plate – Argentinos Juniors Buenos Aires 0:0 |
| 17 sierpnia 1996 | Rosario Central – San Lorenzo de Almagro 3:1 Horacio Carbonari 23, 51, Eduardo Germán Coudet 80 – Javier Alejandro Arbarello 11 |
| 18 sierpnia 1996 | Deportivo Español – Boca Juniors 1:1 Carlos Javier Odriozola 88 – Kily González 57 |
| 18 sierpnia 1996 | Vélez Sarsfield Buenos Aires – CA Independiente 0:0 Sędzia: Aníbal Hay Club Atlético Vélez Sarsfield: José Luis Chilavert – Flavio Gabriel Zandoná, Héctor Gabriel Banegas, Mauricio Pellegrino, Raúl Cardozo – Marcelo Hugo Herrera, Marcelo Adrián Gómez, Christian Bassedas (64 Fernando Daniel Pandolfi) – Patricio Alejandro Camps, Martín Posse (88 Guillermo Carlos Morigi), José Óscar Flores (87 Claudio Husaín). Trener: Osvaldo José Piazza. CA Independiente: Faryd Mondragón – Carlos Bustos, Pablo Rotchen, Claudio David Arzeno – Jorge Daniel Martínez, Diego Martín Dorta (88 Cristián Leonel Díaz), Javier Marcelo Páez – Roberto Antonio Molina (77 Francisco Gabriel Guerrero), Jorge Burruchaga – Juan Cruz Real, José Luis Calderón (64 Gabriel Álvez). Trener: H.H. Grondona. W 61 minucie José Luis Chilavert obronił rzut karny egzekwowany przez Burruchagę |
| 18 sierpnia 1996 | Racing Club de Avellaneda – CA Colón 1:2 Martín Roberto Mandra 67 – Héctor Rodríguez Peña 77, Maximiliano Pablo Cuberas 85 |
| 18 sierpnia 1996 | CA Huracán – CA Lanús 2:1 Hugo Romeo Guerra 36, Hugo Rolando Corbalán 79 – Juan José Serrizuela 86 |
| 18 sierpnia 1996 | Estudiantes La Plata – Gimnasia y Esgrima La Plata 1:1 Claudio Martín París 24 – Roberto Carlos Sosa 62 |
| 18 sierpnia 1996 | CA Banfield – Belgrano Córdoba 0:2 Luis Fabián Artime 35, Adrián Rodrigo Ávalos 67 |
| 18 sierpnia 1996 | Gimnasia y Esgrima Jujuy – Newell's Old Boys Rosario 2:0 Fernando Javier Crosa 54s, Rolando F. González 75 |
| 19 sierpnia 1996 | CA Platense – Ferro Carril Oeste 0:1 Pablo Alejandro Fiorentini 34 |
| 22 sierpnia 1996 | Racing Club de Avellaneda – Gimnasia y Esgrima La Plata 1:0 Marcelo Delgado 95+ mecz rozegrany został na stadionie klubu River Plate |

### Tabela końcowa Clausura 1995/1996
| Poz | Klub                            | Mecze | Zw | Rem | Por | Pkt | BrZd | BrStr |
| --- | ------------------------------- | ----- | -- | --- | --- | --- | ---- | ----- |
| 1   | Vélez Sarsfield Buenos Aires    | 19    | 11 | 7   | 1   | 40  | 40   | 18    |
| 2   | Gimnasia y Esgrima La Plata     | 19    | 12 | 3   | 4   | 39  | 44   | 21    |
| 3   | CA Lanús                        | 19    | 10 | 4   | 5   | 34  | 35   | 24    |
| 4   | Estudiantes La Plata            | 19    | 9  | 7   | 3   | 34  | 33   | 22    |
| 5   | Boca Juniors                    | 19    | 10 | 3   | 6   | 33  | 30   | 26    |
| 6   | Rosario Central                 | 19    | 8  | 6   | 5   | 30  | 33   | 23    |
| 7   | CA Huracán                      | 19    | 7  | 8   | 4   | 29  | 32   | 29    |
| 8   | Racing Club de Avellaneda       | 19    | 8  | 5   | 6   | 29  | 26   | 25    |
| 9   | CA Colón                        | 19    | 7  | 5   | 7   | 26  | 20   | 21    |
| 10  | Ferro Carril Oeste              | 19    | 6  | 8   | 5   | 26  | 16   | 20    |
| 11  | Deportivo Español               | 19    | 5  | 9   | 5   | 24  | 19   | 19    |
| 12  | CA Independiente                | 19    | 5  | 8   | 6   | 23  | 22   | 26    |
| 13  | Belgrano Córdoba                | 19    | 6  | 4   | 9   | 22  | 23   | 26    |
| 14  | River Plate                     | 19    | 6  | 3   | 10  | 21  | 32   | 33    |
| 15  | CA Platense                     | 19    | 6  | 3   | 10  | 21  | 23   | 29    |
| 16  | Gimnasia y Esgrima Jujuy        | 19    | 6  | 3   | 10  | 21  | 22   | 37    |
| 17  | Newell's Old Boys Rosario       | 19    | 3  | 9   | 7   | 18  | 20   | 28    |
| 18  | CA Banfield                     | 19    | 4  | 5   | 10  | 17  | 20   | 25    |
| 19  | San Lorenzo de Almagro          | 19    | 4  | 4   | 11  | 16  | 15   | 29    |
| 20  | Argentinos Juniors Buenos Aires | 19    | 3  | 4   | 12  | 13  | 12   | 36    |

### Klasyfikacja strzelców bramek
| Gole   | Piłkarz                 | Klub                        |
| ------ | ----------------------- | --------------------------- |
| 12     | Ariel Maximiliano López | CA Lanús                    |
| 11     | Martín Palermo          | Estudiantes La Plata        |
| 10     | Claudio Caniggia        | Boca Juniors                |
| 10 (1) | Adrián Norberto Coria   | CA Platense                 |
| 10 (4) | Alberto José Márcico    | Gimnasia y Esgrima La Plata |
| 9 (2)  | José Fabián Albornoz    | Gimnasia y Esgrima La Plata |
| 9 (3)  | D. Tossello             | Belgrano Córdoba            |

- W nawiasach bramki zdobyte z rzutów karnych

### Tablica spadkowa na koniec turnieju Clausura 1995/1996
| Poz | Klub                            | 1993/94 pkt/m | 1994/95 pkt/m | 1995/96 pkt/m | Razem pkt/mecze | Średnia |
| --- | ------------------------------- | ------------- | ------------- | ------------- | --------------- | ------- |
| 1   | Vélez Sarsfield Buenos Aires    | 50/38         | 73/38         | 81/38         | 204/114         | 1.7894  |
| 2   | San Lorenzo de Almagro          | 60/38         | 79/38         | 48/38         | 187/114         | 1.6404  |
| 3   | Boca Juniors                    | 56/38         | 55/38         | 68/38         | 179/114         | 1.5702  |
| 4   | River Plate                     | 61/38         | 68/38         | 50/38         | 179/114         | 1.5702  |
| 5   | CA Lanús                        | 53/38         | 53/38         | 69/38         | 175/114         | 1.5351  |
| 6   | Gimnasia y Esgrima La Plata     | 48/38         | 66/38         | 60/38         | 174/114         | 1.5263  |
| 7   | Racing Club de Avellaneda       | 56/38         | 51/38         | 64/38         | 171/114         | 1.5000  |
| 8   | CA Independiente                | 63/38         | 51/38         | 44/38         | 158/114         | 1.3860  |
| 9   | CA Huracán                      | 58/38         | 38/38         | 61/38         | 157/114         | 1.3772  |
| 10  | Rosario Central                 | 48/38         | 51/38         | 54/38         | 153/114         | 1.3421  |
| 11  | Estudiantes La Plata            | 38/38         | 0/0           | 59/38         | 97/76           | 1.2763  |
| 12  | CA Colón                        | 0/0           | 0/0           | 47/38         | 47/38           | 1.2368  |
| 13  | Newell's Old Boys Rosario       | 47/38         | 50/38         | 41/38         | 138/114         | 1.2105  |
| 14  | CA Platense                     | 49/38         | 44/38         | 44/38         | 137/114         | 1.2018  |
| 15  | Gimnasia y Esgrima Jujuy        | 0/0           | 42/38         | 49/38         | 91/76           | 1.1974  |
| 16  | CA Banfield                     | 54/38         | 48/38         | 31/38         | 133/114         | 1.1667  |
| 17  | Ferro Carril Oeste              | 44/38         | 41/38         | 43/38         | 128/114         | 1.1228  |
| 18  | Deportivo Español               | 38/38         | 49/38         | 41/38         | 128/114         | 1.1228  |
| 19  | Belgrano Córdoba                | 45/38         | 48/38         | 35/38         | 128/114         | 1.1228  |
| 20  | Argentinos Juniors Buenos Aires | 43/38         | 44/38         | 32/38         | 119/114         | 1.0439  |

## Sumaryczna tabela sezonu 1995/1996
| Poz | Klub                            | Mecze | Zw | Rem | Por | Pkt | BrZd | BrStr |
| --- | ------------------------------- | ----- | -- | --- | --- | --- | ---- | ----- |
| 1   | Vélez Sarsfield Buenos Aires    | 38    | 24 | 9   | 5   | 81  | 69   | 31    |
| 2   | CA Lanús                        | 38    | 20 | 9   | 9   | 69  | 60   | 40    |
| 3   | Boca Juniors                    | 38    | 19 | 11  | 8   | 68  | 53   | 42    |
| 4   | Racing Club de Avellaneda       | 38    | 18 | 10  | 10  | 64  | 61   | 49    |
| 5   | CA Huracán                      | 38    | 16 | 13  | 9   | 61  | 57   | 51    |
| 6   | Gimnasia y Esgrima La Plata     | 38    | 17 | 9   | 12  | 60  | 58   | 46    |
| 7   | Estudiantes La Plata            | 38    | 15 | 14  | 9   | 59  | 62   | 45    |
| 8   | Rosario Central                 | 38    | 13 | 15  | 10  | 54  | 51   | 43    |
| 9   | River Plate                     | 38    | 13 | 11  | 14  | 50  | 53   | 53    |
| 10  | Gimnasia y Esgrima Jujuy        | 38    | 14 | 7   | 17  | 49  | 50   | 67    |
| 11  | San Lorenzo de Almagro          | 38    | 13 | 9   | 16  | 48  | 50   | 53    |
| 12  | CA Colón                        | 38    | 12 | 11  | 15  | 47  | 42   | 41    |
| 13  | CA Platense                     | 38    | 11 | 11  | 16  | 44  | 48   | 53    |
| 14  | CA Independiente                | 38    | 9  | 17  | 12  | 44  | 37   | 44    |
| 15  | Ferro Carril Oeste              | 38    | 9  | 16  | 13  | 43  | 37   | 49    |
| 16  | Deportivo Español               | 38    | 8  | 17  | 13  | 41  | 37   | 45    |
| 17  | Newell's Old Boys Rosario       | 38    | 8  | 17  | 13  | 41  | 46   | 60    |
| 18  | Belgrano Córdoba                | 38    | 8  | 11  | 19  | 35  | 35   | 49    |
| 19  | Argentinos Juniors Buenos Aires | 38    | 8  | 8   | 22  | 32  | 30   | 58    |
| 20  | CA Banfield                     | 38    | 6  | 13  | 19  | 31  | 37   | 54    |

### Kwalifikacje do pucharów międzynarodowych
Do Copa Libertadores kwalifikowali się mistrzowie turniejów Apertura i Clausura. Ponieważ w tym sezonie oba turnieje wygrał jeden klub – Vélez Sarsfield Buenos Aires, wolne było jedno miejsce, o które bój stoczyli wicemistrz turnieju Apertura (Racing Club de Avellaneda) oraz wicemistrz turnieju Clausura (Gimnasia y Esgrima La Plata).
| Data             | Mecz |
| ---------------- | --- |
| 22 sierpnia 1996 | Racing Club de Avellaneda – Gimnasia y Esgrima La Plata 1:0 Marcelo Delgado 95 w normalnym czasie mecz zakończył się wynikiem 0:0 i konieczna była dogrywka |

Kluby argentyńskie w pucharach:
- Copa Libertadores 1997: River Plate (obrońca tytułu), Vélez Sarsfield Buenos Aires, Racing Club de Avellaneda
- Copa CONMEBOL 1996: CA Lanús, Rosario Central (obrońca tytułu), River Plate